# Herb gminy Kulesze Kościelne
Herb gminy Kulesze Kościelne – jeden z symboli gminy Kulesze Kościelne, autorstwa Roberta Szydlika, ustanowiony 19 sierpnia 2012.

## Wygląd i symbolika
Herb przedstawia na tarczy na tarczy w polu czerwonym rycerza pieszego w srebrnej zbroi z głową zwróconą w prawo trzymającego w prawej ręce włócznię srebrną ze złotym grotem, rękę lewą opierającego o stojącą na ziemi, tarczę z herbem Ślepowron.
Rycerz w herbie stanowi nawiązanie do rodów rycerskich, które zostały osadzone na terenie dzisiejszej Gminy Kulesze Kościelne na początku XV wieku (po wiktorii grunwaldzkiej) przez księcia mazowieckiego Janusza I Starszego. Rycerz jest w pozycji stojącej, gdyż symbolizuje to jego oczekiwanie na wezwanie księcia. Rycerz trzyma tarczę z herbem Ślepowron, ponieważ wśród osadników dominowali właśnie Ślepowrończycy: założyciele dzisiejszej gminnej wsi i całej okolicy szlacheckiej o tej nazwie Kuleszowie (stanowiący obecnie 18% mieszkańców Gminy), ponadto Kalinowscy z okolicy szlacheckiej Kalinowo, Mościccy i kilkanaście innych rodów.